# 东北拂子茅
东北拂子茅（学名：Calamagrostis kengii）为禾本科拂子茅属下的一个种。主要分佈於中華人民共和國黑龙江省、吉林省、小兴安岭、完达山、张广才岭、长白山林区、松嫩草原。